# Plasmacellula

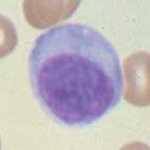
Plasmacellula

Una plasmacellula, chiamata anche plasmocita o cellula effettrice, è una cellula del sistema immunitario che secerne grandi quantità di anticorpi. Si differenzia dalla cellula B sotto stimolazione dei linfociti T helper e del riconoscimento diretto dell'antigene per cui sono specifiche. Si tratta dunque del linfocita B effettore, che deriva dalla cellula B attivata che non assume funzioni di memoria. In virtù di questo differenziamento, modifica radicalmente il proprio assetto citologico per adeguarsi alla funzione di fabbrica di anticorpi a cui è chiamata, cosa che non avviene nel linfocita B di memoria. Rispetto a questo, anch'esso generato dall'attivazione del corrispondente linfocita B vergine, la plasmacellula presenta normalmente un'emivita breve, limitata a circa 3 giorni. Tuttavia l'evidenza clinica della permanenza in circolo di anticorpi per anni, anche in mancanza di ripetuta stimolazione antigenica, non può suggerire che l'esistenza di plasmacellule a lunga emivita, osservate nel midollo osseo, o nella milza.

## Maturazione e differenziazione
L'attivazione del linfocita B vergine richiede primariamente il legame dell'immunoglobulina di membrana all'epitopo antigenico per cui è specifica, ma questo avvenimento non è sufficiente. Le cellule APC (Antigen Presenting Cells) agiscono come cellule che presentano l'antigene. L'agente patogeno viene catturato da queste cellule per fagocitosi e distrutto dai fagosomi grazie all'azione dei lisosomi che rilasciano su di esso enzimi proteolitici. Una volta distrutto l'agente patogeno, i peptidi in cui è stato ridotto (peptidi antigenici) sono caricati sulle molecole MHC II e poste sulla superficie extracellulare. A questo punto i linfociti CD4+ T-helper si legano alla molecola MCH II/antigene e provocano poi l'attivazione delle cellule B, che include la differenziazione in plasmacellule e la successiva creazione di anticorpi. Va infine sottolineata l'importanza dei fattori del sistema del complemento, come C3b, per l'attivazione dei linfociti B e dunque la produzione di anticorpi
Dopo essersi divise per circa cinque giorni, i linfociti B attivati si differenziano in cellule B effettrici o cellule B di memoria. La maggior parte delle cellule B del plasma si dirigono alla milza o al midollo osseo per secernere anticorpi (circa 10000 al secondo). Durante le prime fasi della risposta immunitaria, la durata della vita della plasmacellule è molto breve, di solito da pochi giorni ad alcune settimane. Comunque, seguendo il processo di maturazione, le plasmacellule sopravvivono per mesi o anni e continuano a secernere alti livelli di anticorpi. Le cellule B della memoria tendono ad avere un ciclo vitale più lungo e possono quindi rispondere velocemente ad una seconda esposizione all'antigene.
La classe di anticorpi che una plasmacellula produce dipende dai messaggeri, chiamati citochine, provenienti da altre cellule del sistema immunitario, come macrofagi e cellule T helper. Questo processo è chiamato commutazione di isotipi (isotype-switching). Ad esempio, le plasmacellule possono secernere anticorpi IgG3 se maturano in presenza della citochina interferone-gamma. Dato che la maturazione delle cellule B riguarda anche mutazioni somatiche, questi anticorpi hanno un'alta affinità per il loro antigene.

## Anatomia microscopica
Le plasmacellule sono grandi linfociti con un particolare aspetto al microscopio ottico. Hanno un citoplasma basofilo e un nucleo eccentrico con eterocromatina disposta in una caratteristica forma a ruota di carro. Il loro citoplasma contiene una zona più chiara che al microscopio elettronico contiene uno sviluppato apparato del Golgi e centrioli. Un abbondante reticolo endoplasmatico rugoso combinato con l'apparato del Golgi rende le plasmacellule ben equipaggiate per secernere immunoglobuline.

## Ruolo nelle malattie
Il cancro delle plasmacellule è detto mieloma multiplo. Questa condizione è frequentemente identificata perché le plasmacellule maligne continuano a produrre anticorpi, che possono essere identificati come paraproteine.
Nel caso di indipendenza delle plasmacellule dal MO, queste entrano in circolo, sviluppando una leucemia da plasmacellule.
Si pensa inoltre che una comune immunodeficienza sia dovuta a problemi nella differenziazione tra linfociti e plasmacellule. Il risultato è un basso livello di anticorpi e il rischio di infezioni.